# Smolenska oblast
Smolenska oblast (ruski: Смол́енская о́бласть) je oblast na zapadu Rusije. Oblast je osnovana 27. rujna 1937. godine.

## Zemljopis
Površina oblasti je 49.800 km2.

## Stanovništvo
U Smolenskoj oblasti prema podacima iz 2005. godine živi 1.019.000 stanovnika

### Etnički sastav
Prema ruskome popisu iz 2002. godine etnički sastav oblasti je sljedeći:
- Rusi: 93,4%
- Ukrajinci: 1,7%
- Bjelorusi: 1,6%
- Armenci: 0,4%
- Romi: 0,3%
- Tatari: 0,2%
- Azeri: 0,2%,

i ostali koji čine 0,2% stanovništva.  (1,1% nije se izjasnilo)

## Gradovi
Administrativni centar oblasti je grad Smolensk. Ostali veći gradovi su Vjazma i Dorogobuž. 

## Vanjske poveznice
- (engl.) Službene stranice  Arhivirana inačica izvorne stranice od 20. svibnja 2006. (Wayback Machine).